# Hassel – Terrorns finger
Hassel – Terrorns finger är en svensk TV-film från 1989.

## Handling
Hustrun till en åklagare i Stockholm kidnappas. Kidnapparna kräver att en man häktad för en serie bankrån ska släppas på fri fot. Polisen börjar gräva i bankrånarens umgängeskrets och hittar en stor vapengömma. Kort därpå mördas flera personer som man misstänker varit med i rånen. Den utvidgade polisutredningen visar sig leda mot en helt annan brottslighet än man trott...

## Om filmen
Filmen är den femte i raden av Roland Hassel-filmer som SVT Drama producerade mellan 1986 och 1991. Terrorns finger är även Mikael Håfströms regidebut och fick bra recensioner. Filmen är en av de första där svenska pansarskott m/86 används, vilket förekommer i en actionscen inspelad i anslutning till Lidingö Sjukhus.
I en annan scen efter ca 30 minuter i filmen blir en småförbrytare brutalt knivmördad på en porrbiograf på Södermalm i Stockholm. I samma vecka som filmen visades på TV inträffade det första mordet i en serie som under 1989 kom att kallas för porrmorden. Det finns dock inget samband mellan filmen och dessa mord.
I slutet av filmen förekommer även en del s.k blunders, bland annat anropar Hassel på avspärrningar av västra infarterna, trots att han förföljt terroristerna på dåvarande E3:an i riktning mot Norrtälje. I en annan scen när en framlykta på en bil förstörs i en eldstrid är det vid nästa scen när bilen ses ifrån en backspegel motsatt framlykta som är förstörd. I slutscenen är det en helt annan Mercedesmodell som sprängs i luften än den som använts tidigare under filmen.

## Rollista
- Lars-Erik Berenett - Roland Hassel
- Björn Gedda - Simon Palm
- Leif Liljeroth - Yngve Ruda
- Robert Sjöblom - Pelle Pettersson
- Allan Svensson - Sune Bengtsson
- Ingrid Janbell - Virena
- Leif Ahrle - Åklagare Hammar
- Ewa Carlsson - Eva Hammar
- Måns Westfelt - Hugo Von Gjers
- Mikael Rundquist - Claes Von Gjers
- Kent Andersson - Sten Maxon
- Erik Ranhagen - Rainer Schultze
- Johan Rabaeus - "Masen" Arne Kullberg
- Tommy Johnson - "Texas" Bo Sturesson
- Magnus Eriksson - Hans Strandberg
- Jonas Uddenmyr - Linkan
- Peter Palmér - Ljudteknikern
- Curt Broberg - Rättsläkaren
- Lars Forsgren - Terrorist 1
- Kristina Törnqvist - Terrorist 2
- Sören Pettersson - Präst
- Mikael Ekman - Bilförare